# بهرام‌آباد (سروآباد)
بهرام‌آباد (سروآباد)، روستایی از توابع بخش مرکزی شهرستان سروآباد در استان کردستان ایران است.
زبان آنها هورامی است 

## جمعیت
این روستا در دهستان کوسالان قرار دارد و براساس سرشماری مرکز آمار ایران در سال ۱۳۸۵، جمعیت آن ۶۶۴ نفر (۱۵۲خانوار) بوده‌است.